# Arnaud de Rosnay
Arnaud de Rosnay (Parigi, 9 marzo 1946 – Stretto di Formosa, 24 novembre 1984) è stato un surfista, fotografo, avventuriero e inventore francese, considerato tra i pionieri del surf in Francia.
Compì varie traversate in windsurf e fu inventore dello speed sail, del parafoil (una sorta di aquilone)  e del gioco di società Pétropolis
Era il figlio del pittore Gaëtan de Rosnay (1912-1992) , fratello dello scienziato e scrittore Joël de Rosnay, zio della giornalista e sceneggiatrice Tatiana de Rosnay e fu il marito della surfista Jenna Severson

## Biografia
Il barone Arnaud de Rosnay nacque a Parigi il 9 marzo 1946.
Trascorse la propria infanzia tra Francia, Svizzera e Mauritius, Paese, quest'ultimo in cui la sua famiglia possedeva una piantagione di zucchero.
Iniziò a praticare il surf negli anni sessanta assieme al fratello Joël. Per dedicarsi alla sua passione, a 18 anni abbandonò la scuola.
All'età di 20 anni iniziò a girare il mondo con in dotazione il suo apparecchio fotografico. Nel corso di questi viaggi, durante un soggiorno in India, cercò anche di carpire delle foto dei Beatles e si fece persino aprire le porte del Cremlino; inoltre, per vendicarsi della sua ex, la modella e attrice Marisa Berenson, vendette alcune foto di le alla rivista Lui.
Si preoccupò quindi di promuovere il turismo a Mauritius, organizzando un soggiorno in loco ed invitando personaggi famosi quali Brigitte Bardot e Christina Onassis.
Nel 1973, si sposò con Isobel Goldsmith e l'anno seguente divenne direttore di un complesso turistico in Messico, chiamato Las Hadas.
Nel 1978, inventò lo speed sail, una via di mezzo tra lo skateboard e il windsurf. De Rosnay testò la sua invenzione tra il 31 marzo e l'aprile del 1979, compiendo la traversata da Nouadhibou (Mauritania) a Dakar (Senegal), lungo le coste sahariane, traversata della lunghezza di 1380 km, con il tempo record di 58 ore realizzato nell'arco di 12 giorni, ad una velocità media di 22,5 km orari.
Alla fine di agosto dello stesso anno, compì la traversata dello stretto di Bering in 8 ore. De Rosnay era partito dall'Alaska alle 10.15 del 29 agosto 1979.
Poco prima di compiere questa traversata, in un giorno di riposo alle isole Hawaii Arnaud de Rosnay conobbe Jenna Severson, sorella dell'amico Johh Severson, alla quale chiese la mano l'anno seguente. Severson condivise in seguito con il marito la passione per il windsurf, diventando una delle più grandi campionesse; i due ebbero anche una figlia, nata nel 1984 che chiamarono Alizé, come il vento (da qui ha avuto origine questo prenome).
Nell'agosto del 1980, De Rosnay navigò in solitaria dall'isola di Nuku Hiva (Polinesia francese) all'atollo di Nahe, compiendo il percorso in 11 giorni.
Nel luglio del 1981, gareggiando con Ken Winner, fallì invece il tentativo di traversata della Manica.
Nel gennaio del 1984, compì la traversata da Key West, in Florida, a Cuba (160 km) con il tempo di 8 ore. Durante questa attraversata, fu accompagnato dal giornalista di Paris Match Gilles Lhote, che descrisse l'impresa con queste parole
(Gilles Lhote)
Tra luglio e agosto dello stesso anno, compì quindi la travarsata del Mare di Ochotsk dall'isola giapponese di Hokkaidō all'isola russa di Sachalin.
Sabato 24 novembre 1984, però, nel tentativo di attraversare lo stretto di Formosa dalla Cina a Taiwan, tentativo affrontato a dispetto delle condizioni meteorologiche avverse, dopo circa un terzo del percorso scomparve con il suo windsurf e di lui e del suo mezzo non furono trovate più tracce.
Le ricerche di De Rosnay furono compiute dapprima dalle autorità cinesi, poi da quelle taiwanesi, statunitensi e francesi. In seguito, fu la famiglia di De Rosnay a finanziare ulteriori ricerche.
A distanza di due anni dalla scomparsa del surfista, la stessa famiglia, per bocca del fratello Joël, espose in televisione le proprie teorie su quanto potesse essere accaduto.